# Dubnickaje
Dubnickaje (biał. Дубніцкае; ros. Дубницкое, Dubnickoje) – wieś na Białorusi, w obwodzie homelskim, w rejonie lelczyckim, w sielsowiecie Dubrowa, przy drodze republikańskiej R128.

## Historia
W dwudziestoleciu międzywojennym leżały w tym miejscu chutory Dubnickie i Czerewotowe Błoto, położone w granicach Związku Sowieckiego. Od 1991 w niepodległej Białorusi.